# Хилленберг, Стивен
Сти́вен Макдэ́ннелл Хи́лленберг (англ. Stephen McDannell Hillenburg, 21 августа 1961, Форт Силл, Лотон, Оклахома, США — 26 ноября 2018, Сан-Марино, Калифорния, США) — американский режиссёр кино, мультипликации и озвучивания, сценарист, продюсер, преподаватель морской биологии, мультипликатор и актёр озвучивания, наиболее известный как создатель мультсериала «Губка Боб Квадратные Штаны».

## Биография
Стивен Макдэннелл Хилленберг родился 21 августа 1961 года в Форте Силл, военном посту армии США в городе Лотон, штат Оклахома, где служил его отец-военный, Келли Н. Хилленберг-младший (1936—2006); его мать, Нэнси Хилленберг-Дюфур (род. 1936), работала учительницей в спецшколе для слабовидящих. Когда ему исполнился год, семья переехала в округ Ориндж, штат Калифорния, где его отец начал карьеру чертёжника и конструктора в аэрокосмической промышленности. Также Стивен имел младшего брата, Брайана (род. 1964), который пошёл по стопам отца и стал чертёжником.
Хилленберг ничего не помнил о своей жизни в Оклахоме — только о том, как рос в Анахайме, штат Калифорния. Его увлечённость морской жизнью началась с детства, когда фильмы французского океанографа Жака-Ив Кусто произвели на него сильное впечатление. По словам Хилленберга, Кусто «дал представление о том мире, о существовании которого он и не подозревал». В детстве он также любил исследовать приливные бассейны, принося домой предметы, которые «должны были быть оставлены там, и которые в конечном итоге умирали и очень плохо пахли». Хилленберг также с детства развивал интерес к рисованию. Его первым рисунком был кусочек апельсина. Рисунок, который он нарисовал в третьем классе и изображавший «кучу армейцев с поцелуями и объятиями вместо драки», принёс ему первую похвалу за его работу, когда учитель похвалил его. Именно тогда он понял, что «обладает творческими способностями». Он считал, что навык искусства перешёл к нему от матери, несмотря на то, что его отец был чертёжником, отмечая, что его бабушка по материнской линии была «очень-очень талантливой и великой художницей».
Окончив среднюю школу Саванна в Анахайме, Хилленберг поступил в Государственный университет Гумбольдта в городе Аркейта на специальность «морская наука», который окончил в 1984 году со степенью бакалавра. Изначально он намеревался получить степень магистра, но сказал, что это будет в сфере искусства: «Первоначально я думал, что если я пойду в художественную школу, у меня никогда не будет возможности зарабатывать на жизнь, поэтому я подумал, что было бы разумнее оставить искусство моим хобби и изучать что-то другое. Однако к тому времени, когда я закончил свою работу в аспирантуре, я понял, что моё место в сфере искусства».
После окончания университета Хилленберг работал на различных должностях, например, в качестве паркового служащего в Юте и художника в Сан-Франциско, прежде чем получить работу, которую он хотел: обучение детей. Он надеялся работать в национальном парке на побережье, и в конце концов нашёл работу в Морском институте округа Ориндж (ныне известном как Институт океанологии) в городе Дана-Пойнт, Калифорния, проработав там три года в качестве преподавателя морской биологии.
Во время работы в институте один из директоров по образованию спросил его, не будет ли он заинтересован в создании образовательного комикса о морском животном мире. Стивен создал комикс под названием «The Intertidal Zone», который использовал для обучения своих учеников. В нём фигурировали антропоморфные формы морской жизни, многие из которых эволюционировали в персонажей «Губки Боба», среди которых губка по имени Боб, соведущий комикса. Стивен даже попытался профессионально опубликовать комикс, но ни одна из компаний, которым он его представлял, не проявила к нему интереса.
В ходе работы в институте Хилленберг начал посещать анимационные фестивали, на которых демонстрировались фильмы, снятые студентами Калифорнийского института искусств. В этот момент он решил поискать успеха в мультипликации, и оставил свою работу преподавателя в 1987 году, чтобы стать аниматором. В 1989 году Хилленберг зачислился в Калифорнийский институт искусств на программу «Экспериментальная анимация» — на курс Жюля Энджела. Энджел принял его к себе под впечатлением от вышеупомянутого комикса «The Intertidal Zone»; Хилленберг считал Энджела своим наставником и «отцом в искусстве». Стивен окончил институт в 1992 году, получив степень магистра изобразительных искусств в области экспериментальной анимации.

### Карьера

#### Ранние работы
Свои первые анимационные работы Хилленберг сделал во время учёбы в Калифорнийском институте искусств — короткометражные фильмы «The Green Beret» и «Wormholes», вышедшие в 1992 году. «The Green Beret» рассказывал о девочке-скауте с ограниченными физическими возможностями и огромными кулаками, которыми опрокидывала дома и разрушала кварталы, пытаясь продать печенье девочек-скаутов. «Wormholes» был дипломной работой, рассказывающий о теории относительности. Позже «Wormholes» был показан на различных международных анимационных фестивалях, на одном из которых (в Оттаве) получил награду за «Лучшую концепцию».
Хилленберг объяснял, что в экспериментальной анимации «всё прокатывает». Несмотря на то, что это позволило ему изучить альтернативы традиционным методам анимации, он всё же рискнул использовать «индустриальный стиль»; он предпочитал традиционно анимировать свои фильмы (где каждый кадр нарисован вручную). Также Стивен имел и третий короткометражный фильм, который он снял в начале учёбы в институте, но его название осталось неизвестным

#### Новая жизнь Рокко
Первой профессиональной работой Хилленберга в анимационном бизнесе была работа в мультсериале от Nickelodeon — «Новая жизнь Рокко». Хилленберг познакомился с Джо Мюррэем, создателем мультсериала, на анимационном фестивале в Оттаве в 1992 году, на котором представлялись короткометражные фильмы «Wormholes» Хилленберга и «My Dog Zero» Мюррэя. Мюррэй также на фестивале искал людей для работы над его мультсериалом, и он был впечатлён фильмом Стивена, после чего предложил ему работу в его проекте в качестве режиссёра.
Работая над «Новой жизнью Рокко», Стивен, помимо режиссуры, также писал сценарии и делал раскадровку. В 1995 году, во время производства четвёртого сезона мультсериала, Хилленберг был повышен до креативного режиссёра, в ходе чего он помогал контролировать пред- и постпродакшн. По собственным словам, он «многое узнал о сценарной работе и производстве анимации для телевидения» исходя из пребывания в съёмочной группе «Новой жизни Рокко».

#### Губка Боб
Во время работы над «Новой жизнью Рокко» Мартин Олсон, один из сценаристов, прочитал комикс «The Intertidal Zone» и предложил Хилленбергу создать мультсериал с подобной концепцией. В тот момент Стивен даже не думал о создании своего собственного проекта, смотря на то, как Джо Мюррэй «рвёт на себе волосы». Тем не менее, он понимал, что если он когда-нибудь это воплотит в жизнь, то это будет лучшим методом.
Разрабатывая концепцию шоу, Хилленберг вспоминал свой опыт преподавания в Институте океанологии и то, как дети были загипнотизированы приливными животными, включая крабов, осьминогов, морских звёзд и губок. Он решил, что мультсериал должен проходить под водой, с акцентом на этих вышеупомянутых существах. Он хотел, чтобы его сериал выделялся из большинства популярных мультфильмов того времени, примером которых, по его мнению, были бадди-муви, наподобие «Шоу Рена и Стимпи». В итоге, Хилленберг решил сосредоточиться на одном герое — губке по имени Боб. Сам Боб напоминает настоящую морскую губку, и поначалу Стивен продолжал использовать его конструкцию.
В ходе подбора актёра озвучивания Губки Боба Хилленберг обратился к Тому Кенни, чья анимационная карьера началась также в «Новой жизни Рокко». Изначально Хилленберг планировал использовать имя «SpongeBoy» (с англ. — «Спанч Бой, Мальчик-Губка»), у персонажа не было фамилии и мультсериал должен был называться «SpongeBoy Ahoy!». Однако после завершения озвучки для пилотной серии юридический отдел Nickelodeon обнаружил, что название «SpongeBoy» уже используется в качестве бренда швабр. При выборе заменяющего имени Хилленберг считал, что он должен использовать слово «губка», чтобы зрители не приняли персонажа за «сырного человека». Он остановился на имени «Губка Боб», а фамилией решил сделать «Квадратные Штаны».
Во время презентации мультсериала руководителям Nickelodeon Хилленберг надел гавайскую рубашку, принёс с собой «подводный террариум с моделями персонажей» и включил гавайскую музыку. Эрик Коулмэн, ныне бывший исполнительный директор Nickelodeon, описал обстановку «довольно удивительной». Nickelodeon одобрил проект и дал Хилленбергу деньги на производство пилотной серии «Требуется помощник».
После завершения производства третьего сезона в 2002 году Хилленберг решил сосредоточиться на разработке фильма «Губка Боб Квадратные Штаны», сценарий которого совместно написал с коллегами-аниматорами по мультсериалу Дереком Драймоном, Тимом Хиллом, Аароном Спрингером, Кентом Осборном и Полом Тиббитом. В 2003 году, во время производства фильма Жюль Энджел, преподаватель Стивена из института, умер в возрасте 94 лет. Хилленберг решил посвятить фильм его памяти. Он сказал, что Энджел «был самым влиятельным творческим человеком в его жизни». Фильм вышел в ноябре 2004 года, собрал в мировом прокате 140 миллионов долларов и получил положительные отзывы от критиков и поклонников мультсериала.
После выпуска фильма Хилленберг планировал завершить мультсериал, так как не хотел, чтобы он «прыгал через акулу», но желание Nickelodeon выпускать больше серий препятствовало этому. Поначалу Хилленберг даже сомневался, что канал продолжит мультсериал без него, считая, что «руководителям Nickelodeon очень важен его вклад». В итоге, Стив ушёл со своей должности шоураннера и назначил на эту должность своего доверенного сотрудника, Пола Тиббита. Несмотря на то, что он ввиду ухода не принимал непосредственного участия в производстве мультсериала, он сохранил должность исполнительного продюсера и консультативную роль, рассматривая каждый эпизод и давая предложения. Помимо этого, Хилленберг вместе с Дереком Драймоном ушли с должностей режиссёров озвучивания, а на эту должность была утверждена Андреа Романо.
В 2014 году Пол Тиббит объявил, что Хилленберг в полной мере вернётся в мультсериал. В 2012 году Хилленберг говорил, что вносит вклад в создание второго фильма по Губке Бобу. Хилленберг принял роль исполнительного продюсера, а также вместе с Тиббитом работал над сюжетом фильма. С середины девятого сезона Хилленберг вновь в полной мере взялся за творческий процесс создания дальнейших серий мультсериала. Он по-прежнему имел должность исполнительного продюсера, но по большей степени его роль была менее вовлечена в производство — по словам Винсента Уоллера, во время своего возвращения Хилленберг принимал малое участие в создании рисунков, режиссуре и написании сценариев.

#### Прочие работы
В 1998 году Хилленберг основал компанию «United Plankton Pictures Inc.», продюсерскую компанию в сфере телевидения и кино, которая производит «Губку Боба Квадратные Штаны» и связанные с ними медиа. С 2011 по 2018 год компания издавала «SpongeBob Comics», серию комиксов, основанную на мультсериале. Хилленберг объявил об этой задумке в пресс-релизе 2011 года, где он сказал: «Я надеюсь, что поклонникам понравится наконец-то получить от меня комиксы о Губке Бобе».
По словам Джеффа Ленбурга, в своей книге «Who’s Who in Animated Cartoons» Хилленберг был соавтором и сорежиссёром своего второго анимационного художественного фильма, основанного на серии комиксов Роба Зомби «The Haunted World of El Superbeasto», который должен был выйти в 2006 году. Стивен также помог Дереку Драймону в сценарии для его пилотной серии «Diggs Tailwagger» в 2007 году. Хилленберг заявлял в 2009 году, что он разрабатывает ещё два телевизионных проекта, которые он не хочет раскрывать.
В 2010 году он начал работу над «Hollywood Blvd., USA», новым короткометражным фильмом для анимационных фестивалей. При создании двухминутного фильма он снимал на видео идущих людей и анимировал их в виде цикла ходьбы. В 2013 году, через три года после начала производства, «Hollywood Blvd., USA» был выпущен на фестивалях. Хилленберг охарактеризовал его как «личный фильм» и сказал, что «он не сюжетный, и на самом деле речь там идёт только о людях в нашем городе».

### Болезнь и смерть
В марте 2017 года Хилленберг сообщил журналу «Variety» о том, что у него диагностирован боковой амиотрофический склероз, смертельное нейродегенеративное заболевание, которое приводит к гибели мотонейронов в головном и спинном мозге. Из-за ухудшения здоровья ему становилось трудно говорить и вносить свой вклад в создание мультсериала. Тем не менее, он старался работать над сериалом как можно лучше и продолжал время от времени посещать Nickelodeon Animation Studio, чтобы проверить прогресс. В последний раз Стивен посетил студию Nickelodeon в августе 2018 года, последние несколько месяцев он провёл в своём доме в Сан-Марино со своей семьёй, но периодически видясь со съёмочной группой.
26 ноября 2018 года Стивен Хилленберг скончался в возрасте 57 лет ввиду сердечной недостаточности, вызванной боковым амиотрофическим склерозом. Его кремировали, а прах развеяли по побережью Калифорнии.

### Память
12 июля 2019 года был показан специальный выпуск «Губка Боб: Большой день рождения», посвящённый двадцатилетию мультсериала и самому Хилленбергу. После в 2020 году был выпущен фильм «Губка Боб в бегах», который также посвящён памяти Хилленберга; при жизни Стивен выполнял роль консультанта и исполнительного продюсера фильма.
После смерти Хилленберга в среде спортивных фанатов была популярна идея убедить организаторов «Супербоула» включить песню «Sweet Victory» в музыкальное шоу в перерыве игры. Этого в итоге не случилось, и через несколько дней после этого медиа-команда «Даллас Старз» на игре регулярного сезона NHL показала видео-клип, в котором костюмы персонажей были перекрашены в зелёный цвет, а сам видео-ряд был дополнен кадрами со зрителями и игроками «Далласа». Видео стало вирусным в интернете как в среде фанатов хоккея, так и среди поклонников «Губки Боба».
Вид обыкновенных губок Clathria hillenburgi, обитающий в мангровых лесах у побережья Параибы, Бразилия, был назван в честь Стивена Хилленберга в 2019 году.
20 ноября 2021 года в средней школе Саванна, где учился Стивен Хилленберг, были установлены мемориальная табличка и жёлтая металлическая скамейка в качестве памятника ему, торжественно открытые при участии вдовы и сына Хилленберга, актёров озвучивания «Губки Боба», Марка Чеккарелли и Дерека Драймона.

## Личная жизнь
Стивен был женат на Карен Жан Умланд (род. 1962), шеф-поваре из Южной Калифорнии, которая преподаёт в кулинарной школе Калвер-Сити. Хилленберг считал её самым смешным человеком из всех, кого он знал. Пара поженилась в 1998 году, в котором у супругов родился первый и единственный ребёнок — сын Клэй.
Хилленберг ранее жил в Голливуде и в Пасадине, а позже переехал с семьёй в Сан-Марино (штат Калифорния), где жил вплоть до своей смерти.
Его хобби были сёрфинг, плавание, сноркелинг и исполнение «шумной рок-музыки» на своей гитаре. Он также любил наблюдать за птицами, но несмотря на это, по его словам, он всегда был «помешан на океане».
По словам его коллег, Стивен был «перфекционистом-трудоголиком». Он был также известен своей частной натурой. Джулия Пистор, продюсер фильма «Губка Боб Квадратные Штаны», отметила, что Хилленберг был «очень застенчив». Она пошла на то, чтобы сказать, что «он не хочет, чтобы люди знали о его жизни или семье. Он просто очень смешной и приземлённый парень с сухим чувством юмора, который ставит свою семью на первое место и держит нас на ногах, чтобы сохранить нашу корпоративную целостность». Хилленберг сказал о своей натуре: «Я делаю анимацию, потому что мне нравится рисовать и создавать что-то новое. У меня нет настоящего интереса сниматься на камеру или быть знаменитостью. Однако это не значит, что я не люблю людей — мне просто нравится уединение».

## Фильмография

### Фильмы
| Год  | Название                   | Роль                        | Примечания                                                   |
| ---- | -------------------------- | --------------------------- | ------------------------------------------------------------ |
| 1992 | The Green Beret            | —                           | Режиссёр Сценарист Аниматор                                  |
| 1992 | Wormholes                  | —                           | Режиссёр Сценарист Аниматор                                  |
| 2004 | Губка Боб Квадратные Штаны | Попугай (озвучка)           | Режиссёр Продюсер Сценарист Художник раскадровки Автор песен |
| 2009 | Вся правда о Губке Бобе    | Играет самого себя          | Документальный ТВ-фильм                                      |
| 2013 | Hollywood Blvd., USA       | —                           | Режиссёр Продюсер Аниматор                                   |
| 2015 | Губка Боб в 3D             | Ребёнок в коляске (озвучка) | Сценарист Исполнительный продюсер                            |
| 2020 | Губка Боб в бегах          | —                           | Исполнительный продюсер Посвящён памяти                      |

### Телевидение
| Год                | Название                            | Роль | Примечания |
| ------------------ | ----------------------------------- | --- | --- |
| 1992—1996          | Новая жизнь Рокко                   | — | Режиссёр Креативный режиссёр Сценарист Продюсер Художник раскадровки                                                                                   |
| 1999—2018          | Губка Боб Квадратные Штаны          | Попугай Потти (2000—2003; озвучка) Режиссёр (озвучка) Капитан на картине в заставке мультсериала (движение рта) Шахтёр внутри сундука с сокровищами | Создатель Шоураннер (1999—2004) Сценарист (1999—2004) Художник раскадровки (1999) Режиссёр озвучивания (1999—2004) Исполнительный продюсер (1999—2018) |
| 2007               | Diggs Tailwagger                    | — | Дополнительный сценарист |
| 2021—2024          | Лагерь «Коралл»: Детство Губки Боба | — | Основан на персонажах, созданных Стивеном Хилленбергом Исполнительный продюсер                                                                         |
| 2021 — наст. время | Шоу Патрика Стара                   | — | Основан на персонажах, созданных Стивеном Хилленбергом                                                                                                 |